# Scelotes montispectus
Scelotes montispectus är en ödleart som beskrevs av  Bauer, Whiting, Sadlier 2003. Scelotes montispectus ingår i släktet Scelotes och familjen skinkar. Inga underarter finns listade i Catalogue of Life.